# Atheta setigera
Atheta setigera är en skalbaggsart som först beskrevs av Sharp 1869.  Atheta setigera ingår i släktet Atheta, och familjen kortvingar. Arten är reproducerande i Sverige.